# Johann Michael Bast
Johann Michael Bast (* 12. Dezember 1820 in Greding; † 30. Dezember 1891 in Buch, heute ein Ortsteil von Nürnberg) war ein deutscher Kellner, Brenner und Unternehmer.
Bast kam 1840 nach Buch, heiratete eine Wirtswitwe und nahm eine kleine stillgelegte Brennerei wieder in Betrieb. 1851 richtete er eine größere Kartoffel- und Getreideschnapsbrennerei wieder in Betrieb. 1855 begann er mit der Herstellung von Backhefe und gründete die Bast AG Preßhefe-Fabrik, heute Deutsche Hefewerke. 1861 rückte er als Nummer 105 der Kreisliste als Geschworener nach.
Er hatte zwei Söhne und vier Töchter. Seine beiden Söhne starben 1886 kurz hintereinander. 1888 verkauft er die Hefefabrik. Zum 30. April 2022 schloss die Produktionsstätte nach 160-jährigem Bestehen.
Sein ehemaliges Wohnhaus in Buch, Bucher Hauptstraße 55, ist ein gelistetes Baudenkmal mit der Aktennummer D-5-64-000-265.